# 1087 w polityce

Wilhelm II Rudy

Wydarzenia polityczne w 1087 roku.

## Wydarzenia
- Atak Pizańczyków i Genueńczyków na Al-Mahdiję (Tunezja)[1].
- Wilhelm II Rudy zostaje królem Anglii po swoim ojcu Wilhelmie I[2].
- Horikawa zostaje cesarzem Japonii[3].
- Renald II został hrabią Burgundii[4].

## Zmarli
- Wilhelm Zdobywca[5], król Anglii od 1066[6].
- 11 listopada Wilhelm I, hrabia Burgundii[7].